# Joaquín García Monge
Joaquín García Monge (Desamparados, 20 de enero de 1881-31 de octubre de 1958) fue un escritor, intelectual y educador costarricense.

## Biografía
Nació en el cantón de Desamparados y estudió en el Liceo de Costa Rica. En 1899 obtuvo por suficiencia el bachillerato. Al año siguiente fue maestro en la escuela el Edificio Metálico, en San José. 
En 1900 publica su obra El Moto, que tiene un carácter fundacional, ya que ha sido considerada por muchos como la primera novela costarricense y, por lo tanto, el punto de partida de la literatura de ficción de este país.  
En 1901 fue enviado a estudiar al Instituto Pedagógico de la Universidad de Chile. Allí, en Santiago, vivió en la calle Carmen, cerca de Lira, y más tarde propuso a su amiga María Isabel Carvajal que adoptase los nombres de esas calles como seudónimo: fue así como la escritora pasó a ser conocida como Carmen Lyra.
En 1904 regresa a Costa Rica y trabaja como profesor de castellano en el liceo donde había estudiado. Pero a los seis meses debe abandonarlo, porque el gobierno de Ascensión Esquivel lo califica de subversivo y anarquista. Al año siguiente un nuevo gobierno lo vuelve a colocar como educador de secundaria hasta 1915, cuando es nombrado profesor y, después, director de la Escuela Normal. 
Los Tinoco llegan al poder en 1917 a través de un golpe de Estado y destituyen a Joaquín García Monge de ese puesto, quien entonces viaja a Nueva York buscando apoyo para producir una revista cultural.  A la caída de la dictadura de los hermanos Tinoco, en 1919, el nuevo gobierno democrático lo nombra secretario (ministro) de Instrucción Pública. Ese mismo año comenzó a publicar su revista Repertorio Americano. 
Dirigió la Biblioteca Nacional durante 16 años, hasta que fue destituido por el gobierno de León Cortés Castro.
Editor de la Revista Repertorio Americano que se publicó por un periodo de 50 años.
Pensador e intelectual activo, participó junto a Carmen Lyra en la fundación del Partido Alianza de Obreros, Campesinos e Intelectuales (1929), organización considerada como la primera ideológica de Costa Rica y que se disolvió en 1931 para darle paso al Partido Comunista Costarricense.
En 1935 la Sociedad de Naciones lo invitó en calidad de observador a Ginebra.
Sus últimos años los dedicó a la militancia política y sobre todo al trabajo de edición de su Repertorio Americano, que estuvo publicándose por casi 40 años, hasta su muerte el 31 de octubre de 1958 y cuya influencia fue continental. Seis días antes la Asamblea Legislativa lo nombró Benemérito de la Patria. Actualmente, la Biblioteca central del Campus Omar Dengo de la Universidad Nacional ubicado en Heredia lleva su nombre.

## Obra literaria
- El Moto, 1900.
- Las hijas del campo, 1900
- Abnegación, 1902
- La mala sombra y otros sucesos, 1917
- El difunto José

## Distinciones
García Monge recibió numerosos reconocimientos entre los que destacan los siguientes:
- Orden de Rubén Darío en el Grado de Gran Cruz Placa de Plata (Nicaragua).
- Medalla de Honor de la Instrucción Pública (Venezuela)
- Orden de Boyacá en el Grado de Oficial (Colombia)
- Orden Nacional Al Mérito en el Grado de Comendador (Ecuador)
- Condecoración Al Mérito en el Grado de Comendador (Chile)
- Gran Cruz de la Orden El Sol (Perú)
- Orden del Águila Azteca (México)
- Benemérito de la Patria (1958)